# Benbowia camilla
Benbowia camilla är en fjärilsart som beskrevs av Alexander Schintlmeister 1997. Benbowia camilla ingår i släktet Benbowia och familjen tandspinnare. Inga underarter finns listade i Catalogue of Life.